# Tylophora gracillima
Tylophora gracillima är en oleanderväxtart som beskrevs av Markgraf. Tylophora gracillima ingår i släktet Tylophora och familjen oleanderväxter. Inga underarter finns listade i Catalogue of Life.